# Arrenurus hovus
Arrenurus hovus är en kvalsterart som beskrevs av Cook 1976. Arrenurus hovus ingår i släktet Arrenurus och familjen Arrenuridae. Inga underarter finns listade i Catalogue of Life.